# Handley Page Aircraft Company
Handley Page Limited war der erste börsennotierte Flugzeughersteller Großbritanniens. Das Unternehmen mit Sitz in Radlett, Hertfordshire, wurde 1909 gegründet und 1970 wegen Zahlungsunfähigkeit aufgelöst. Bekannt wurde es als Produzent von Bombern und Verkehrsflugzeugen.

## Ursprünge
Handley Page wurde am 17. Juni 1909 von Frederick Handley Page (1885–1962) gegründet, der zuvor eine kleine Werkstatt für Flugzeugbau betrieben hatte. Die erste Konstruktion war 1910 der  Typ A Blue Bird mit sichelförmigen Tragflächen von José Weiss und mit 50-PS-Motor. 1912 erhielt die Firma erste Regierungsaufträge, die eine Erweiterung der Werkstattanlagen erforderlich machten, sodass Handley-Page seinen Firmensitz von Barking Creek nach Cricklewood verlegte.

## Erster Weltkrieg

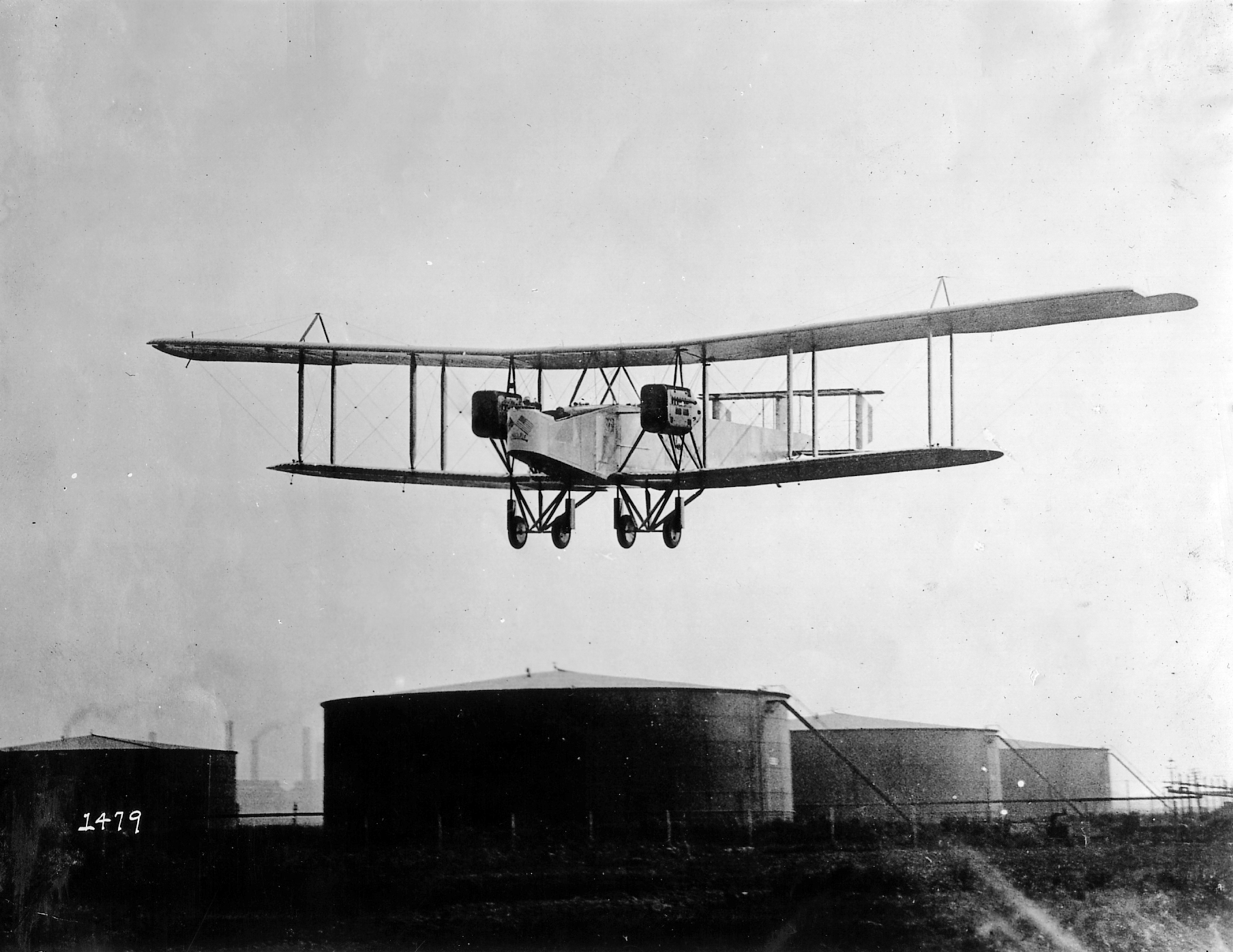
O/400

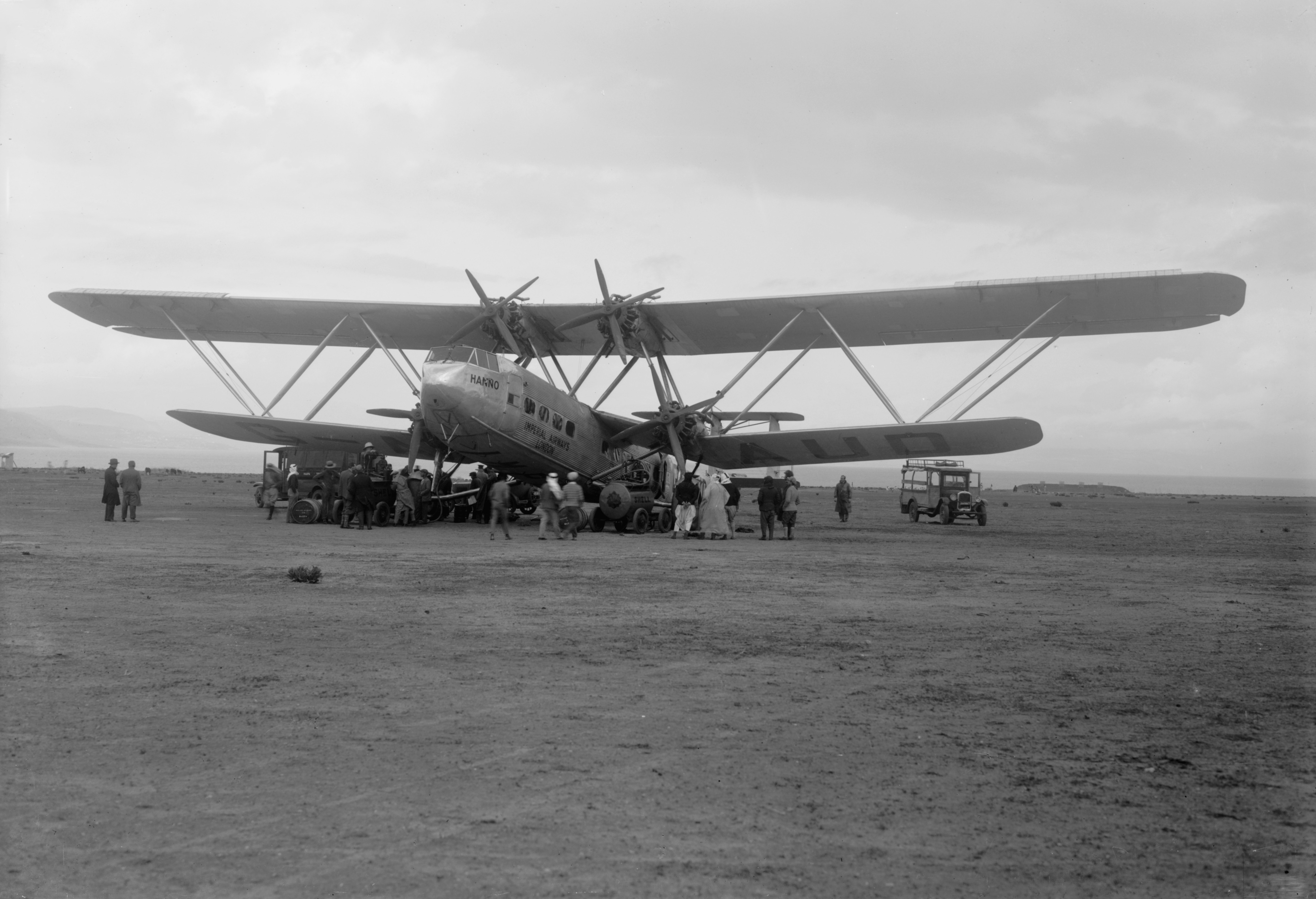
H.P.42 Hanno

Bei Beginn des Ersten Weltkrieges erhielt die Firma den Auftrag, große Bombenflugzeuge zu entwickeln. Handley Page stellte daraufhin eine Reihe schwerer Bomber her, mit denen die deutschen Zeppelinstützpunkte zerstört werden sollten.
Vier zweimotorige Doppeldecker wurden hergestellt und als H.P.11 oder O/100 bezeichnet; sie waren zu dieser Zeit die größten britischen Flugzeuge. Der schwere Nachtbomber verfügte über anklappbare Tragflächen, eine gepanzerte, geschlossene Kabine mit beschusssicherem Glas und Triebwerke in gepanzerten Triebwerksgondeln.
Eine verbesserte Variante war die O/400 mit stärkeren Triebwerken. Von diesem Typ wurden 1918 und 1919 450 Stück gebaut. Die viermotorige O/1500 sollte bis Berlin fliegen können, wurde aber erst bei Kriegsende in Dienst gestellt.
Die erste Mahlzeit, die in einem regulären Passagierflugzeug serviert wurde, war eine abgepackte Lunchbox bestehend aus Sandwiches und Obst, die für drei Schilling an die Kunden an Bord eines Fluges von London nach Paris am 11. Oktober 1919 serviert wurde.

## Zwischenkriegszeit
Einige O/400 wurden nach dem Kriegsende zu Passagierflugzeugen umgebaut und von der neu gegründeten Fluggesellschaft „Handley Page Transport“ zwischen London und Paris eingesetzt. Daraus entwickelte Handley Page die ersten rein zivilen Verkehrsflugzeuge der Firma, die W.8 (Erstflug 4. Dezember 1919), W.9 (Erstflug 1. Oktober 1925) und W.10 (ebenfalls 1925). Diese Maschinen hatten ein offenes Cockpit und einen geschlossenen Passagierraum für fünfzehn Passagiere. 1924 schloss sich Handley Page Transport mit drei weiteren Unternehmen zu Imperial Airways zusammen.
Die Forderung von Imperial Airways nach einem größeren Flugzeug für Routen nach Afrika und Indien wurde mit der H.P.42 erfüllt, einem Doppeldecker aus Metall mit geschlossenem Cockpit und Platz für 24 Passagiere, der 1930 erstmals flog. Gustav Lachmann übersiedelte 1929 nach Großbritannien, wo er in der Fabrik von Handley Direktor der Forschungsabteilung wurde und für die Entwicklung der Bomber Harrow und Hampden verantwortlich zeichnete. 
Handley Page investierte zudem in die Entwicklung eines kleinen Luftkanals, der in die Vorderkante der Tragfläche geschnitten wurde, um den Luftfluss bei hohen Anstellwinkeln zu verbessern – dem sogenannten „Handley Page Slat“. Dies stellte sich in den frühen 1920er-Jahren als so erfolgreich heraus, dass die Lizenzgebühren für die Nutzung durch andere Firmen in dieser Zeit zur größten Einnahmequelle von Handley Page wurden.
Als der Flugplatz von Cricklewood 1929 geschlossen wurde, verlegte Handley Page den größten Teil der Produktion an den neuen Flugplatz Radlett. Der alte Standort wurde noch bis 1964 weitergenutzt.

## Zweiter Weltkrieg

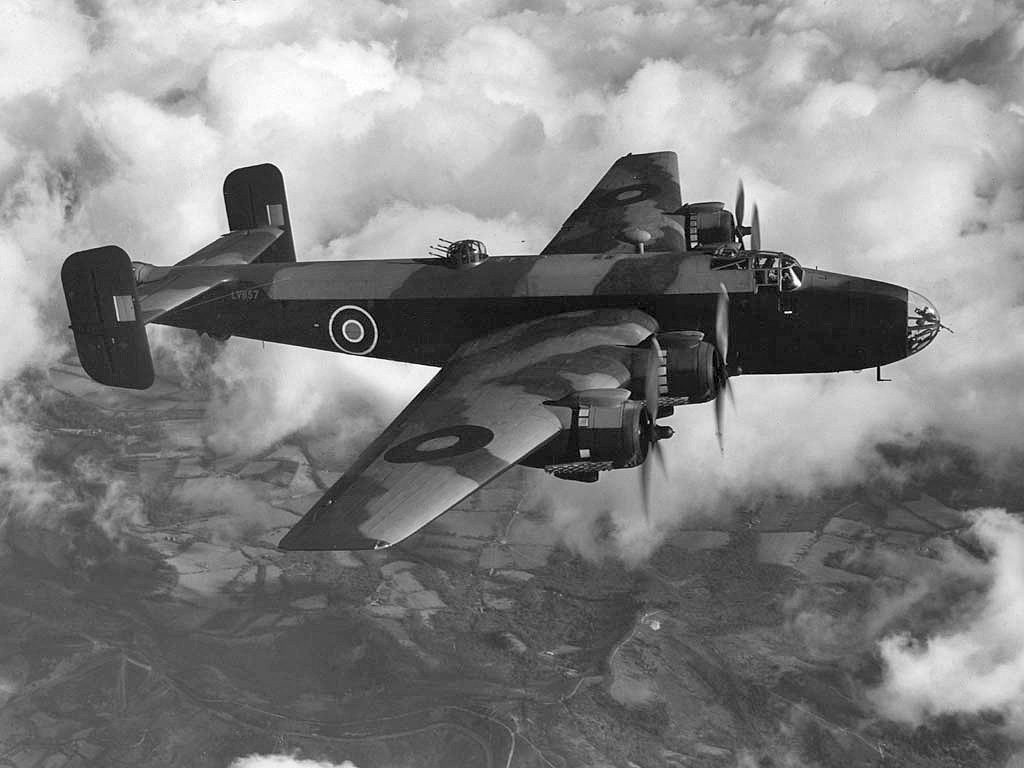
H.P.61 Halifax Mk.3

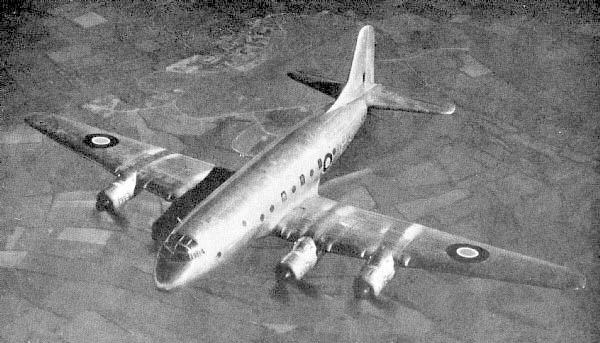
H.P.67 Hastings

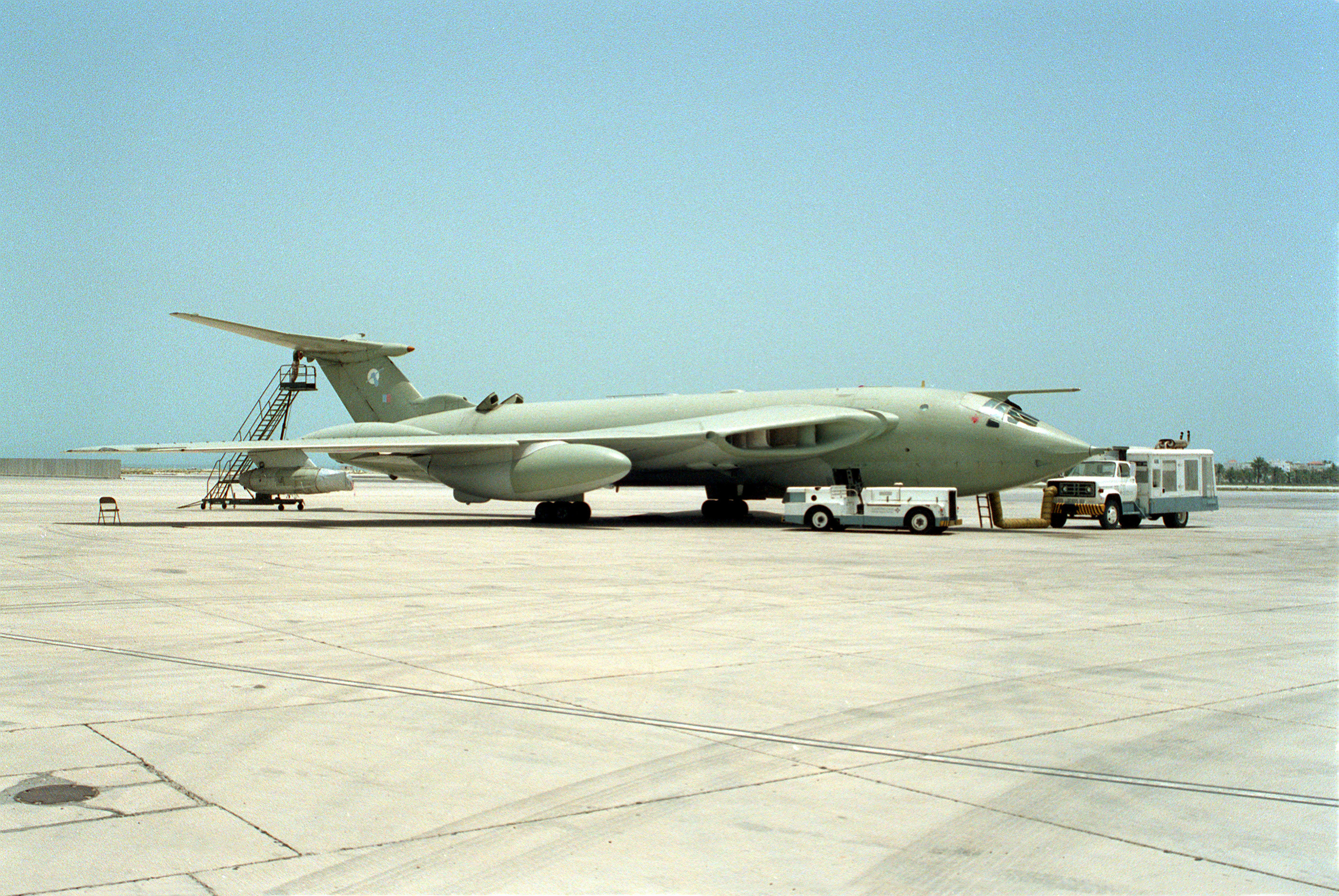
H.P.80 Victor

Bei Kriegseintritt wurde die Produktion wieder komplett auf Militärflugzeuge umgestellt. Darunter waren Bomber wie die bekannten Halifax, Hampden, Hereford, Harrow und Heyford. Dazu kamen die Nachtbomber Hyderabad und Hinaidi, die bereits 1930 in den Dienst der RAF getreten waren.

## Nachkriegszeit
Nach dem Zweiten Weltkrieg wurden längst geplante Transportflugzeuge in Angriff genommen, wie die Handley Page Hastings, die am 7. Mai 1946 erstmals abhob, und die Hermes, das erste moderne britische Passagierflugzeug nach dem Krieg, das am 3. Dezember 1945 zum Erstflug startete.
1947 kaufte Handley Page einen Großteil der bankrotten Miles Aircraft Company auf, darunter Flugzeugentwürfe, Maschinen und die Fabrik in Reading. Die Produktion der Miles Marathon erfolgte unter der Bezeichnung H.P.R.1 Marathon durch die am 5. Juli 1948 gegründete Handley Page (Reading) Ltd. Ein weiteres in Reading entwickeltes Flugzeug war die H.P.R.3 Herald. Von deren Nachfolger H.P.R.7 Dart Herald wurden zwischen 1959 und 1968 fünfzig Exemplare gebaut.
In den Nachkriegsjahren baute Handley Page einige Flugzeuge zur Überschallflug-Erforschung, erprobte neue Tragflächenformen und Flugzeuge ohne konventionelles Leitwerk. Diese Forschung mündete schließlich in der H.P.80 Victor, einem der V-Bomber, welche die britische Atombombe tragen sollten. Die Victor flog erstmals am 24. Dezember 1952 und sollte – zum Tankflugzeug umgebaut – weit länger im Einsatz bleiben (bis 1993), als ihre Herstellerfirma existierte.

## Niedergang
Im Gegensatz zu den übrigen britischen Flugzeugherstellern kam Handley Page nicht der Aufforderung der Regierung nach, sich zu größeren Einheiten zusammenzuschließen. Ende der 1960er-Jahre wurde der Flugzeugbau bereits von zwei Unternehmen beherrscht, Hawker Siddeley und British Aircraft. Handley Page war damit nicht mehr in der Lage, um Regierungsaufträge für große Verkehrsflugzeuge zu konkurrieren.
Um dennoch überleben zu können, entwickelte das Unternehmen die H.P.137 Jetstream, ein kleines Turbopropflugzeug für zwölf bis achtzehn Passagiere, das auf dem US-Markt abgesetzt werden sollte. Allerdings übernahm sich Handley Page bei den Entwicklungskosten der Jetstream. Die Firma leitete daraufhin am 8. August 1969 die Liquidation ein und löste sich am 1. Juni 1970 endgültig auf.
Die Jetstream wurde danach zuerst von Scottish Aviation, dann von British Aerospace weitergebaut.

## Flugzeugentwürfe
- Type A / HP.1 – Eindecker (1910)
- Type B / HP.2 – Doppeldecker
- Type D / HP.4 – Eindecker (1911)
- Type E / HP.5 – Eindecker
- Type F / HP.6 – Eindecker
- Type G / HP.7 – Doppeldecker
- Type L / HP.8
- Type O / HP.16 – zweimotoriger Bomber
  - O/100
  - O/400
    - O/10 – Verkehrsflugzeug
    - O/11 – Verkehrsflugzeug
    - W/400 – Verkehrsflugzeug

  - O/7 Bomber
- V/1500
- Type W – Verkehrsflugzeug
  - W8 / HP.18 / HP.26 Hamilton
  - W9 / HP.27 Hampstead
- W10 / HP.30 Hyderabad
- HP.19 Hanley
- Type S / HP.21
- HP.22 Sayers
- HP.23 Sayers
- HP.28 Handcross
- HP.31 Harrow
- HP.32 Hamlet
- HP.33 / HP.35 / HP.36 Hinaidi – schwerer Bomber
- HP.34 Hare
- HP.38 / HP.50 Heyford – Doppeldecker, schwerer Bomber
- HP.39 Gugnunc – experimenteller Doppeldecker
- HP.42 Heracles – Doppeldecker, Verkehrsflugzeug
- Handley Page H.P.43 – dreimotoriger Doppeldecker, Bomber/Transportflugzeug
- HP.45 Hannibal – Doppeldecker, Verkehrsflugzeug
- H.P.51 – Prototyp, Bomber/Transportflugzeug
- HP.52 Hampden – mittlerer Bomber
- HP.53 – Bomberentwurf für Schweden, Vorgänger der HP.52 Hereford
- H.P.54 Harrow – Eindecker, schwerer Bomber
- HP.55 – Entwurf für einen schweren zweimotorigen Bomber
- HP.56 – Entwurf für einen schweren zweimotorigen Bomber
- Halifax – viermotoriger schwerer Bomber
  - HP.57 Halifax Mk.I
  - HP.58 Halifax Mk.II
  - HP.59 Halifax Mk.II Series
  - HP.61 Halifax Mk.III
  - HP.63 Halifax Mk.V / VI / VII
  - HP.70
    - Halifax Mk.VIII
    - Halton – Verkehrsflugzeug

  - HP.71 Halifax Mk.IX
- HP.67 Hastings – Militärtransporter
- Handley Page Hermes – Verkehrsflugzeug
  - HP.68 Hermes I
  - HP.74 Hermes II
  - HP.81 Hermes IV
  - HP.82 Hermes V
- HP.75 Manx – Versuchsflugzeug
- HP.80 Victor – viermotoriger Bomber
- HP.88 – Versuchsflugzeug
- HP.115 – Deltaflügel-Versuchsflugzeug
- HP.100 – Aufklärer/Bomber
- HP.137 Jetstream – zweimotoriges Turboprop-Zubringerflugzeug

### Entwürfe von Handley Page (Reading)
- HPR.1 Marathon – Verkehrsflugzeug
- HPR.2 – Schulflugzeug
- HPR.3 Herald Verkehrsflugzeug
- HPR.5 Marathon – Motorentestflugzeug
- HPR7 Dart Herald – Verkehrsflugzeug